# Sanfona
Sanfona är ett musikalbum av Egberto Gismonti, utgivet 1980 av ECM Records. Skivan var uppdelad i två delar: på första skivan spelar Gismonti tillsammans med Academia de Danças (och fick titeln "Egberto Gismonti & Academia de Danças") och på andra skivan spelar helt ensam (och fick titeln "Solo"). Första skivan spelades in i Oslo i november 1980 och andra skivan spelades in i München, i april 1981.
Albumet producerades av Manfred Eicher, grundaren till ECM Records.

## Låtlista
Alla låtar är skrivna av Egberto Gismonti.
- CD 1 ("Egberto Gismonti & Academia de Danças")

1. "Maracatu" – 8:12
2. "10 Anos" – 7:25
3. "Frevo" –
4. "Lôro" – 5:27
5. "Em Família / Sanfona / Dança dos Pés / Eterna" – 21:10

Total tid: 50:56
- CD 2 ("Solo")

1. "De Repente" – 16:05
2. "Vale do Eco" – 7:43
3. "Cavaquinho" – 7:57
4. "12 de Fevereiro" – 8:05
5. "Carta de Amor" – 5:06

Total tid: 45:13

## Medverkande
- Egberto Gismonti — piano, 10-strängad gitarr, orgel, röst, super 8-gitarr
- Academia de Danças:
  - Mauro Senise — sopran- & altsaxofon, flöjt
  - Zeca Assumpção — bas
  - Nene — trummor, percussion